# Иннинг-ам-Хольц
Иннинг-ам-Хольц (нем. Inning am Holz) — община в Германии, районный центр, расположен в земле Бавария. 
Подчиняется административному округу Верхняя Бавария. Входит в состав района Эрдинг. Население составляет 1439 человек (на 31 декабря 2010 года). Занимает площадь 11,83 км².